# 曝光宽容度
曝光宽容度，或宽容度，指感光元件对于不同曝光时间下还原光线相对强度的能力。宽容度高的感光元件，在曝光不足时有较小的噪声；在曝光过度时有较大的饱和阈值，从而都能够正确还原光线的相对强度。